# Górale (Woźniki)
Górale – część miasta Woźniki w Polsce, w województwie śląskim, w powiecie lublinieckim.
W 1971 roku należały do gromady Lubsza i liczyły 44 mieszkańców. 1 stycznia 1973 włączone do Woźnik jako część sołectwa Czarny Las.